# Ribeirão dos Cristais
O ribeirão dos Cristais é um curso de água do estado de Minas Gerais, no município de Nova Lima.
Acredita-se que foi neste curso de água por onde os colonizadores do município de Nova Lima entraram na região, devido ao fato de ele desaguar no rio das Velhas, caminho principal dos mesmos em direção ao interior das Minas Gerais. Entrando por este ribeirão, encontraram ouro em suas margens e o local de maior concentração deste era onde hoje se localiza o bairro do Bonfim, cujo nome é o mesmo da igreja ali situada, a de Nosso Senhor do Bonfim, que foi a primeira da cidade. Foi nesse local onde surgiram as primeiras moradias, até mesmo de pessoas ilustres como o sobrado do Marquês de Sapucaí, que não existe mais.
Devido ao crescimento da cidade e pelo seu percurso, em 1992 foi totalmente canalizado no perímetro urbano da cidade, e sobre esta canalização foi construída a avenida José Bernado de Barros.